# Willie Bobo
Willie Bobo, geboren als William Correa (New York, 28 februari 1934 - Los Angeles, 15 december 1983), was een Amerikaanse jazzpercussionist van de latin jazz.

## Carrière
Bobo kreeg zijn opleiding op de timbales en de conga bij Mongo Santamaría en Armando Peraza. Hij begon zijn professionele carrière tijdens de vroege jaren 1950 als bandlid bij Machito. Peraza stelde hem voor bij George Shearing, op wiens album The Shearing Spell hij speelde. Daarnaast werkte hij met verscheidene muzikanten als studiomuzikant samen, zoals Stan Getz en Gábor Szabó en trad hij op als sideman van Dizzy Gillespie, Sonny Stitt, George Shearing, Herbie Hancock en Herbie Mann.
In 1960 nam hij met zijn voormalige leraar Santamaria het album Sabroso! op. Zijn doorbraak kwam in 1965, toen hij meewerkte aan Cal Tjaders succesvolle latin jazz-album Soul Sauce. Hij kreeg een platencontract bij Verve Records, waar als eerste de reeks albums Spanish Grease verscheen.
Laat jaren 1960 verhuisde hij naar Los Angeles, waar hij in 1966 een eigen band formeerde (nu en dan met Esteban Jordan), werkte met muzikanten als Carlos Santana en meewerkte in de band van The Bill Cosby Show. Zij zoon Eric Correa is percussionist bij de hiphopband Cypress Hill.

## Overlijden
Willie Bobo overleed in december 1983 op 49-jarige leeftijd.

## Discografie
- 1961: Sabroso! (Fantasy)
- 1963: Do That Thing/Guajira (Tico)
- 1963: Inventions & Dimensions w/Herbie Hancock, (Blue Note Records)
- 1964: Bobo's Beat (Roulette)
- 1964: Let's Go Bobo! (Roulette)
- 1965: Spanish Grease (Verve Records)
- 1966: Uno, Dos, Tres 1.2.3 (Verve Records)
- 1967: Feelin' So Good (Verve Records)
- 1967: Juicy (Verve Records)
- 1967: Bobo Motion (Verve Records)
- 1967: Spanish Blues Band (Verve Records)
- 1968: A New Dimension (Verve Records)
- 1968: Evil Ways (Verve Records)
- 1977: Do What You Want To Do, Tomorrow Is Here (Blue Note Records)
- 1978: Hell Of An Act To Follow (Columbia Records)
- 1979: Bobo (Columbia Records)

- Bibsys: 8072947
- Biblioteca Nacional de España: XX859909
- Bibliothèque nationale de France: cb13924043s (data)
- Gemeinsame Normdatei: 134601564
- International Standard Name Identifier: 0000 0000 8218 4771
- Library of Congress Control Number: no91018711
- MusicBrainz: dadec058-023e-498a-b1c7-776d03cc88ce
- Nationale Bibliotheek van Israël: 987007401246105171
- Système universitaire de documentation: 158966503
- Virtual International Authority File: 34645289
- WorldCat: E39PBJp9p7DDbTcqcJbM9jxYyd